# Municipio Antonio Díaz (Nueva Esparta)
El Municipio Antonio Díaz es uno de los once municipios que conforman el estado Nueva Esparta. Está ubicado en el centro-este de la isla de Margarita, en el estado Nueva Esparta de Venezuela. Posee una superficie total de 165,9 km² y para el año 2023 contaba con una población de 81 466 habitantes. Su capital, es el pueblo de San Juan Bautista ubicado en el valle que lleva el mismo nombre.

## Historia
En 1525, antiguos pobladores la isla de Cubagua buscando agua dulce llegan al Valle de San Juan, atraídos por varios manantiales de agua dulce, clima templado y terreno fértil idóneo para la cría de ganado y siembra, tomaron al decisión de asentarse. En 1529, es fundada San Juan Bautista, la primera comuna española de la isla de Margarita, por Pedro de Alegría quien era sucesor de Francisco Fajardo, y el primer poblador europeo de la isla quien se estableció en San Juan en donde conformo un hato de ganado vacuno mientras era Teniente y Gobernador de Margarita, representante de los herederos de Marcelo Villalobos. El Directorio de la Diócesis de Margarita, contempla el nombramiento de San Juan como Parroquia Eclesiástica a partir del año 1529. El 7 de diciembre de 1537 en una Real Cédula extendida en Valladolid aparece Pedro de Alegría diciendo que “fue el primer poblador de esta Isla de Margarita y el que primero laboró por pan y cría de ganado”.

"Alcaldes ordinarios de la isla de Cubagua: Sebastián Rodríguez, en nombre de Pedro de Herrera, vecino desa isla, me a fecho relación quél tiene e posee el valle de San Juan de la isla Margarita para pasto de sus ganados e bestias con las aguas e tierras de labor que en él ay, el qual tubo e poseyó Pedro de Alegría, ya difunto, padre de su muger, cuya heredera es, e que después de su muerte se lo dio e proveyó la justicia desa isla que a la razón hera, el qual dicho valle diz que es desdel nacimiento de la sierra y aguas vertientes hasta la voca del valle, que todo puede ser una legua en largo, y el valle abaxo desde una cordillera a otra de las sierras de los lados podrá ser por lo más ancho del valle media legua desde lo alto de una cumbre a otra, y de sierra a sierra por lo llano un quarto de legua, e me suplicó que, en rremuneración de lo quel dicho su parte a servido y de lo que sirvió el dicho Pedro de Alegría, su suegro, que fue el primer poblador desa isla y el que primero labró por pan e crió ganado en ella y nos hizo otros servicios muy señalados, le hiziécemos merced de le confirmar el dicho valle que ansi él o la dicha su muger tienen e poseen e tuvo e poseyó el dicho Pedro de Alegría, su suegro, e como la mi merced fuese; e porque quiero ser informado de lo que en ello pasa yo vos mando que, luego questa veáis, enbíes ante nos al nuestro consejo de las Indias rrelación dello en qué valle es el susodicho y qué daño se seguirá de confirmársele al dicho Pedro de Herrera y de todo lo demás que acerca della viéredes que elevo ser informado, para que, visto se provea lo que convenga y sea justicia, e no fagades ende al. Fecha en la villa de Valladolid, a siete de dizíembre de mili e quinientos e treinta e siete años. Firmada e refrendada de los dichos”.
7 de Diciembre de 1537 en una Real Cédula extendida en Valladolid

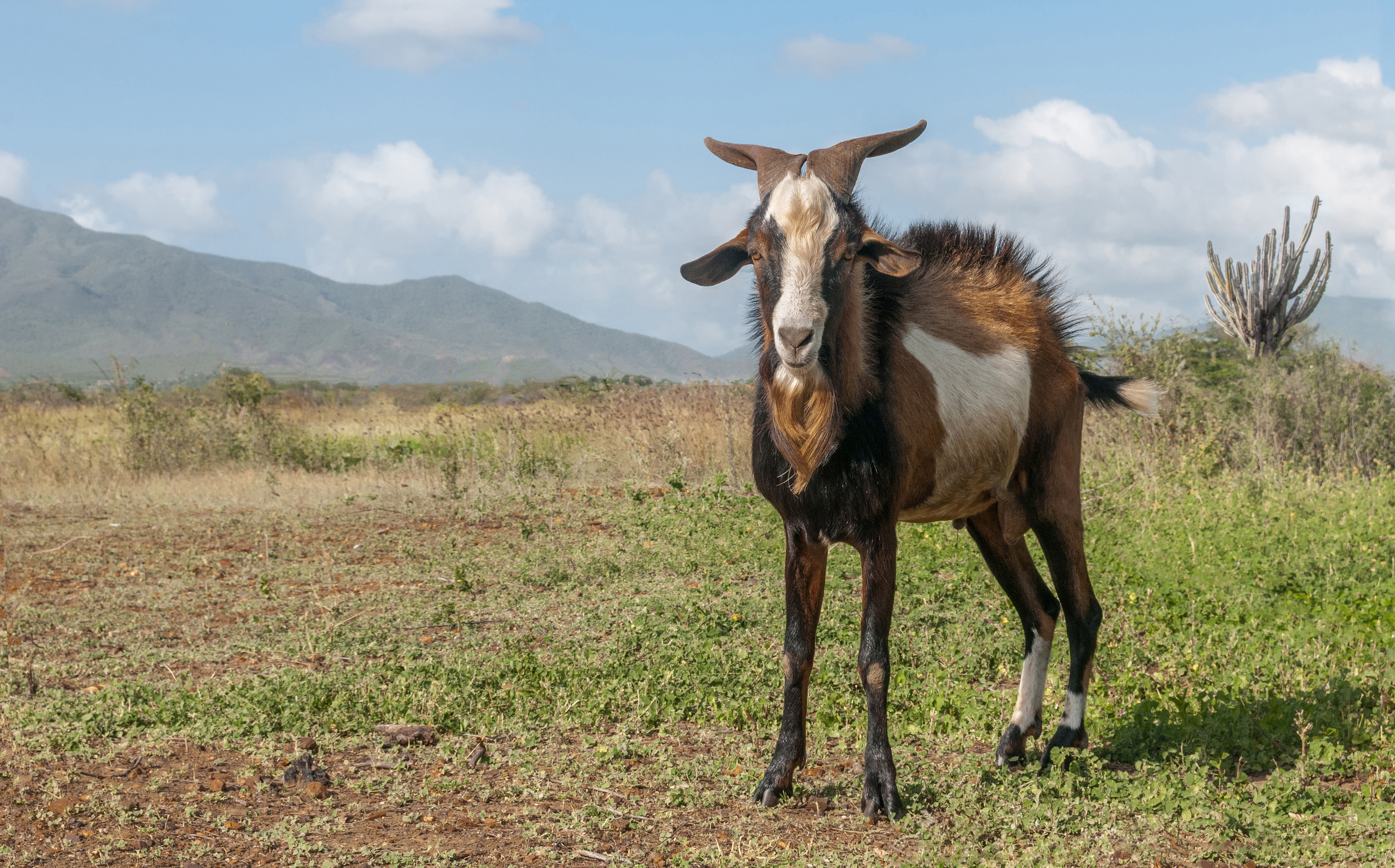
Ganado caprino de la zona perteneciente al Valle de San Juan para la época.

Las primeras especies de ganado bovinos, equino y caprino llegaron a San Juan en 1528. Los animales consiguieron adaptarse con unas condiciones idóneas para la reproducción, de tal manera que a partir de los años 1540s, San Juan no sólo se convirtió en el principal abastecedor de ganados de muchos puntos de Tierra Firme y la propia gobernación de Venezuela, sino que las reses y los caballos sanjuaneros se llevaban a territorios tan alejados como la Nueva Granada. Del mismo modo, el valle de San Juan proporcionaba también los animales necesarios para las expediciones de exploración y conquista en diferentes regiones del Caribe y que obtenían en la isla los aprovisionamientos necesarios, como se cita en 1569 con la empresa de Diego Fernández de Serpa: “el 4 de octubre, en donde a trueque de algunas cosas que llevaba compró ochocientas vacas a entregar en los llanos de Venezuela. Los soldados que pudieron se proveyeron de caballos en esta isla, en la que estuvieron ocho días...”. Así pues, las actividades ganaderas debían ser considerables.
Posteriormente el valle de San Juan, fue conformado por artesanos y agricultores españoles, que habían emigrado de la isla de Cubagua debido al maremoto ocurrido en 1541 y de los ataques de piratas franceses en 1543. Entre las familias que llegaron al valle de San Juan, se encontraba la familia de Rodrigo de Fuentidueña, de donde posteriormente surgió el poblado de Fuentidueño, en honor a su nombre, ya que luego de regresar a España fue juzgado y condenado por haber tenido hijos con una indígena del lugar.

#### Quema de San Juan
En sus comienzos, el pueblo era solamente el casco central colonial que se levantaba alrededor de la iglesia de San Juan. Posteriormente, fue creciendo con los caseríos circundantes conformando un pueblo más grande constituido por los sectores Jose Jesus Gil Nuñes, Punta Cuji, Caicara, Concha de Coco, Los Fermines, Plaza del Gallo, La Vega, La Fuentecilla, La Plaza, Carapacho y Las Barrancas, ubicados en la parte más arborícola cercana a los cerros del Valle de San Juan y, por otro lado, El Espinal, El Macho, Calle Nueva, Las Barrancas, Carapacho, Agua de Vaca, Boquerón, La Pista y El Tuey, Guaimeque, Guatacaral y El Vergel que se encuentran ubicados más alejados del centro del valle.
En enero de 1816, aconteció un combate que resultó en el Incendio de San Juan, el Brigadier Pardo dispuso un ataque con las tropas de Gorrín en el punto del Mamey y los Cocales, destinado al mismo tiempo una columna al Valle de San Juan al mando de Urreiztieta, quien entró en este pueblo sin encontrar ninguna resistencia, y ejecutando el saqueo habitual en esta población, dio fuego a la iglesia de San Juan y a todas las casas del casco central. Después de algunas escaramuzas, cedieron los patriotas el punto que disputaba Gorrín, por convenir así al plan que se había trazado y Convenido. En 1817, y a petición de los sanjuaneros el Gobierno de la Isla, construyó una batería en el Caranay, con un cañón de 12 y una línea de contravalación. En 1817, y a petición de los sanjuaneros el Gobierno de la Isla, construyó una batería en el Caranay, con un cañón de 12 y una línea de contravalación. El 7 de julio de 1817, las tropas españolas al mando de Morillo, tomaron San Juan Bautista, y amenazaron avanzar por la Villa del Norte, lo que no lograron por la tenaz oposición que en el sitio de Boquerón le hizo el jefe del Estado Mayor patriota Coronel José Joaquín Maneiro, con 200 infantes y 100 hombres de caballería. El 20 de julio de 1853, en el sitio denominado Boquerón de San Juan Bautista se libró combate entre las tropas revolucionarias comandadas por el General León Campos y las Fuerzas dirigidas por el Coronel Pedro Vicente Aguado, comandante de armas de Margarita. Las tropas revolucionarias sufrieron completa derrota. León Campos pudo huir, pero los demás oficiales de su facción se entregaron y fueron enviados prisioneros a la Guaira.

### Cronología

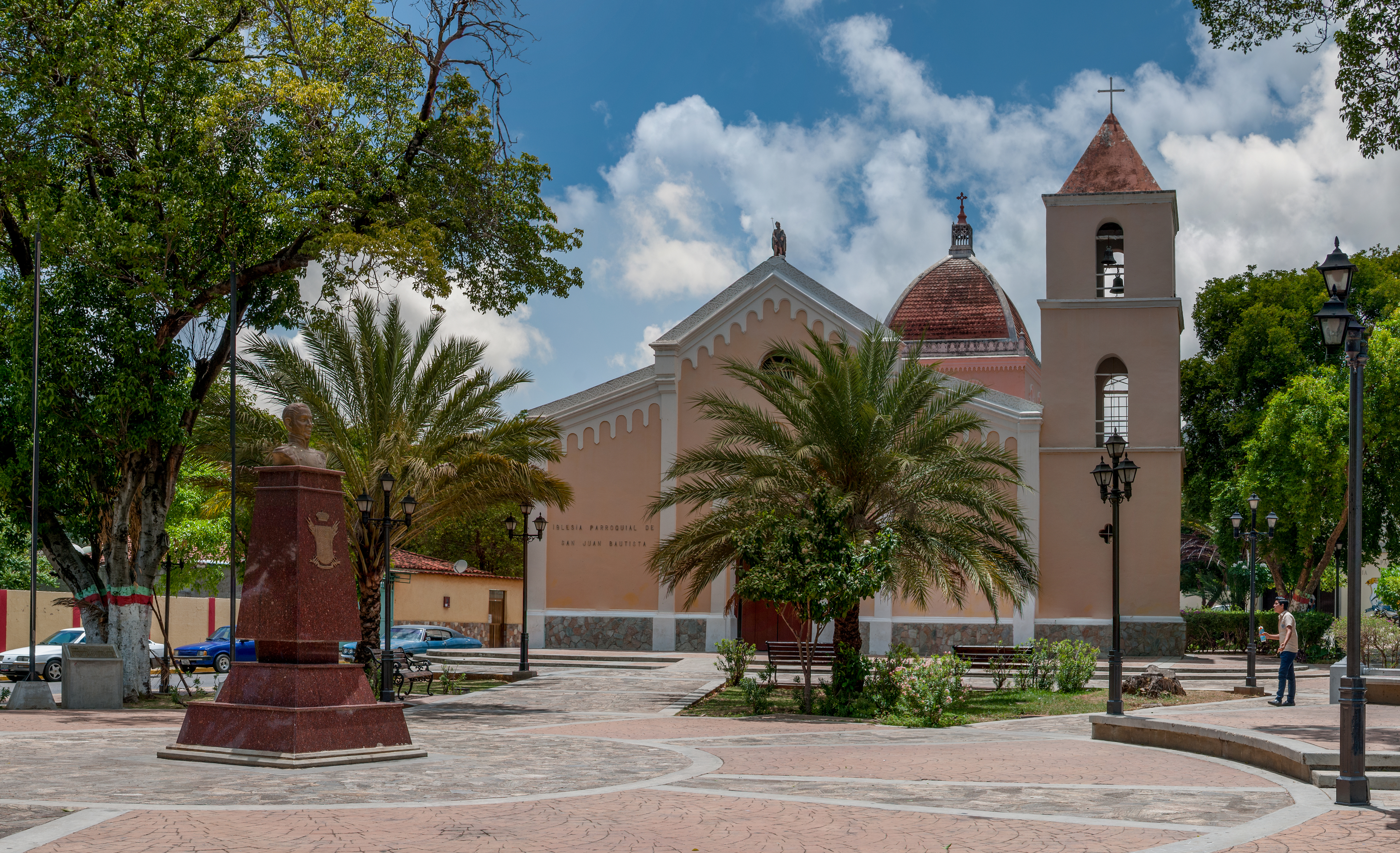
Iglesia parroquial de San Juan Bautista y plaza Antonio Díaz.

La constitución del Estado Nueva Esparta de 1901 creó el Distrito Díaz´, segregándolo del Distrito Marcano e integrándolo con los Municipios San Juan y Punta de Piedras, con una superficie de 667 km², el de mayor extensión en la isla. El 5 de julio de 1901 quedó instado este nuevo Distrito.
Su territorio formó parte en 1830, del segundo cantón de la Provincia de Margarita, que tenían por capital El Norte. Esta situación se mantiene en las leyes de división territorial sancionadas en los años 1835, 1854, 1856.
En 1863, La Asamblea Constituyente del Estado Nueva Esparta dictó la Ley de División Territorial y creó entre otros el Distrito San Juan Bautista compuesto por la parroquia de este nombre y la de Sabana Grande.
Para 1881, era municipio San Juan Bautista del Distrito Marcano, sección Margarita del Estado Guzmán Blanco.
Para 1875, la constitución del Estado Nueva Esparta divide su territorio en nueve departamentos. San Juan Bautista es uno de ellos. Para diciembre de 1889 la legislatura cambió el nombre del Estado Guzmán Blanco por el de Miranda.
En 1898, Municipio San Juan Bautista del Distrito Marcano, del estado Ribas antes Estado Aragua – Margarita.
Para 1904 Parroquia San Juan Bautista del Departamento de Gómez de la sección oriental del Distrito Federal.
Desde 1909 hasta 1976, Distrito Díaz está integrado por los Municipios: Lárez, Capital San Juan Bautista, Tubores; capital Punta de Piedras; Península de Macanao, Capital Boca del Río, Zavala; capital La Guardia.
El 18 de junio de 1976, se crea el Distrito Tubores y el 3 de febrero de 1977 el Distrito Península de Macanao, territorios que pertenecen al Distrito Díaz.
En 1980, el Distrito Díaz está formado por los municipios: Lárez Capital San Juan Bautista y Zabala Capital LA Guardia.
En 1987, Municipio Antonio Díaz cuya capital es San Juan Bautista, y en cuyo territorio se encuentra constituido el municipio Foráneo Zabala.
Desde 1990, hasta la actualidad: Municipio Antonio Díaz, del que Capital es la ciudad de San Juan Bautista y en cuyo territorio se encuentra constituida la parroquia Zabala.

#### Hechos destacados
- Enero de 1817. Combate e Incendio de San Juan. El Brigadier Pardo dispuso un ataque con las tropas de Gorrín en el punto del Mamey y los Cocales, destinado al mismo tiempo una columna al Valle de San Juan al mando de Urreiztieta, quien entró en este pueblo sin encontrar ninguna resistencia, y ejecutando el saqueo de costumbre, dio fuego a la iglesia y a toda la población. Después de algunas escaramuzas, cedieron los patriotas el punto que disputaba Gorrín, por convenir así al plan que se había trazado y Convenido.

- En 1817, y a petición de los sanjuaneros el Gobierno de la Isla, construyó una batería en el Caranay, con un cañón de 12 y una línea de contravalación.

- El 18 de julio de 1855, una junta de Guerra Presidida por el Coronel Francisco Esteban Gómez, resolvió la retirada del ejército insular a la línea de Caranay, en el pueblo de San Juan, para que nuestra caballería no padeciese ya a fin de alejar el enemigo de sus buques, facilitando nuevos recursos y forzándolos a un choque.

- El 7 de julio de 1817, las tropas españolas al mando de Morillo, tomaron San Juan Bautista, y amenazaron avanzar por la Villa del Norte, lo que no lograron por la tenaz oposición que en el sitio de Boquerón le hizo el jefe del estado Mayor patriota Coronel José Joaquín Maneiro, con 200 infantes y 100 hombres de caballería.

- El 20 de julio de 1853, en el sitio denominado Boquerón de San Juan Bautista se libró combate entre las tropas revolucionarias comandadas por el General León Campos y las Fuerzas dirigidas por el Coronel Pedro Vicente Aguado, comandante de armas de Margarita. Las tropas revolucionarias sufrieron completa derrota. León Campos pudo huir, pero los demás oficiales de su facción se entregaron y fueron enviados prisioneros a la Guaira.

## Geografía

Mapa vial del municipio.

El Municipio Antonio Díaz se encuentra en el centro-este de la isla de Margarita, perteneciente al estado de Nueva Esparta, en Venezuela. La ciudad de San Juan Bautista actúa como capital del municipio y se ubica en un valle con el mismo nombre, en el corazón de la isla. Adicionalmente, el territorio del municipio alberga la parroquia Zabala cuya capital es La Guardia.
Dentro de este municipio se encuentran numerosas poblaciones. Entre ellas, destacan localidades como Boquerón, El Tuey y Agua de Vaca. También se hallan poblaciones como Guatacaral, Las Barrancas y El Espinal. Algunas otras incluyen a El Dátil, Las Guevaras, y El Yaque. Carapacho, Cotoperiz, Los Bagres, Los Fermines, La Fuentecilla, Punta Cují y Fuentidueño son otras localidades relevantes en este municipio.

### Localización
Se encuentra ubicada en el centro de la isla de Margarita- Estado Nueva Esparta con inclinaciones al este de la misma, a 100 metros sobre el nivel del mar.

#### Astronómica
A.- Para determinar la latitud del territorio del municipio Díaz enmarcamos los extremos Norte y Sur del territorio en dos líneas horizontales (paralelos). Estas líneas tendrán como referencia a la línea del Ecuador:
- El extremo más próximo al Ecuador es el marisco Manglillo, en la playa del mismo, ubicado a 10º54´10´´ latitud Norte.

- El extremo más alejado es la Punta de Tacuantar, ubicado a ´40´´ latitud Norte.

B.- Para determinar la longitud completamos la cuadrícula con dos líneas verticales (meridianos) a los extremos este y oeste. Estas líneas toman como referencia el meridiano de Greenwich:
- El punto más oriental lo constituye el hito Palma Real, con 63º53´30´´.
- El punto más occidental es el desembocadero de Piedras Negras, en la ensenada de la Guardia, con 64º01´30´´.

#### Límites

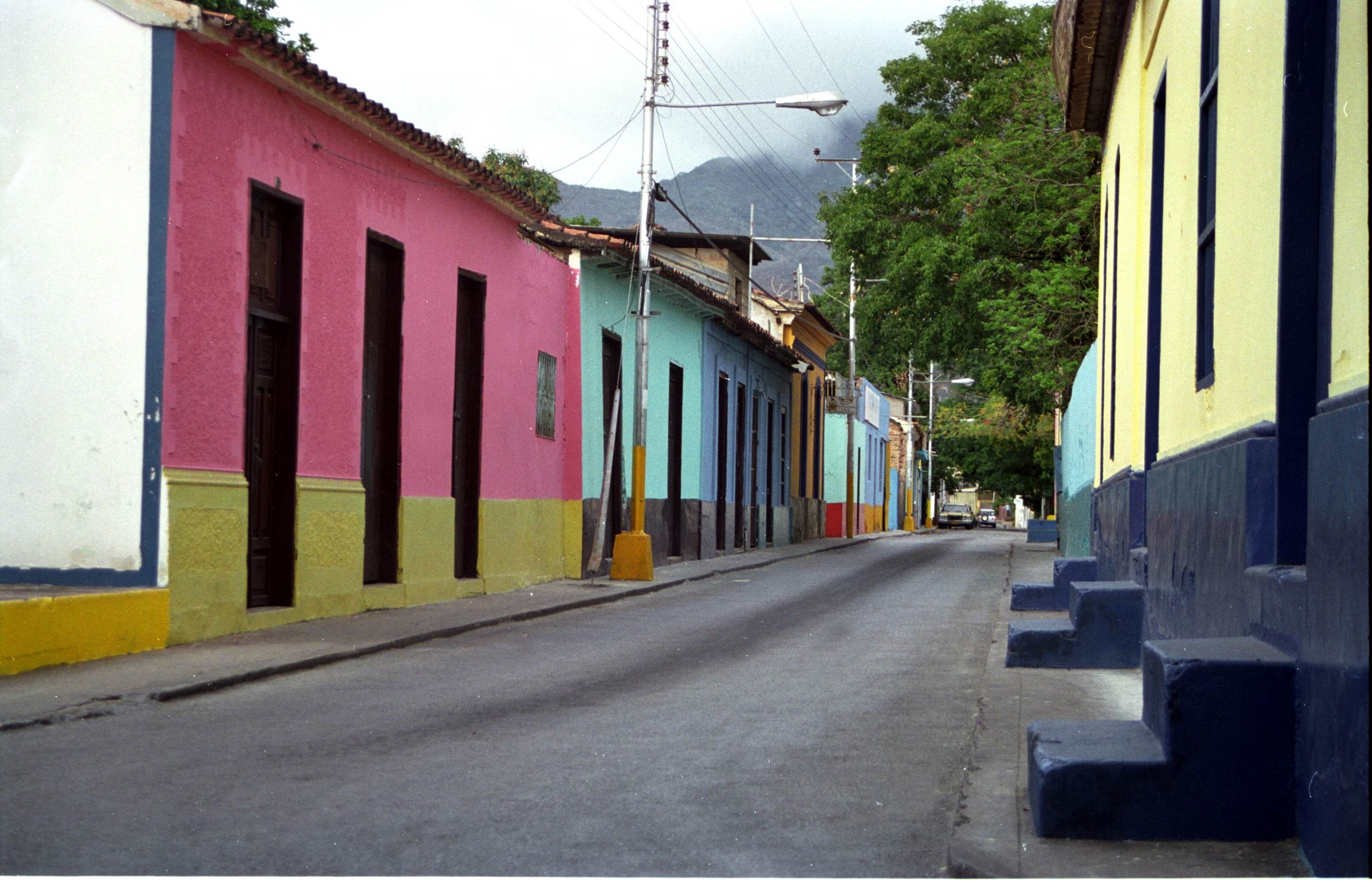
La esquina de Hector Millan.

Norte: El límite norte está demarcado por los municipios Marcano y Gómez. Comienza en Punta de Tacuantar y se extiende hacia el sureste, siguiendo una estribación hasta el cerro La Peña. A partir de ahí, se dirige hacia la fila de San Juan con dirección este, llegando hasta el Hito Cujizal, cuyas coordenadas son Norte: 1.218.600 m y Este: 401.720 m. Finalmente, se extiende hacia Palma Real, donde colinda con el municipio Arismendi en la región de Aguas Vertientes.
Este: Partiendo del Hito Palma Real, el límite se traza en dirección suroeste hasta llegar al Hito Cerro Güire. En esta dirección, limita con el municipio García. Desde aquí, sigue en línea recta hacia Boca de Victoria, cruzando la Laguna de las Marites situada en la Isleta.
Sur: La frontera sur tiene como referencia el Mar Caribe. Se inicia en la Boca de Victoria y se dirige hacia el oeste hasta alcanzar el Hito del Manglillo.
Oeste: El límite occidental comienza en el Hito del Manglillo y se traza en dirección noroeste, pasando por Ð•. Luego, sigue a lo largo de la costa hasta llegar a Punta de Tacuantar, donde colinda con el municipio Marcano.

### Características naturales
El municipio Díaz tiene una superficie de 165,9 km², y este territorio se ubica en el oriente de la isla Margarita. Dentro del municipio, se pueden encontrar diversas características geográficas y naturales. Por ejemplo, el Valle de San Juan Bautista, que es conocido por sus manantiales de agua dulce, clima templado y terrenos fértiles, ideales para la cría de ganado y la agricultura. Además, el municipio alberga el Cerro Copey y playas como Playa de la Guardia y Playa el Yaque, que son populares entre los visitantes y locales.

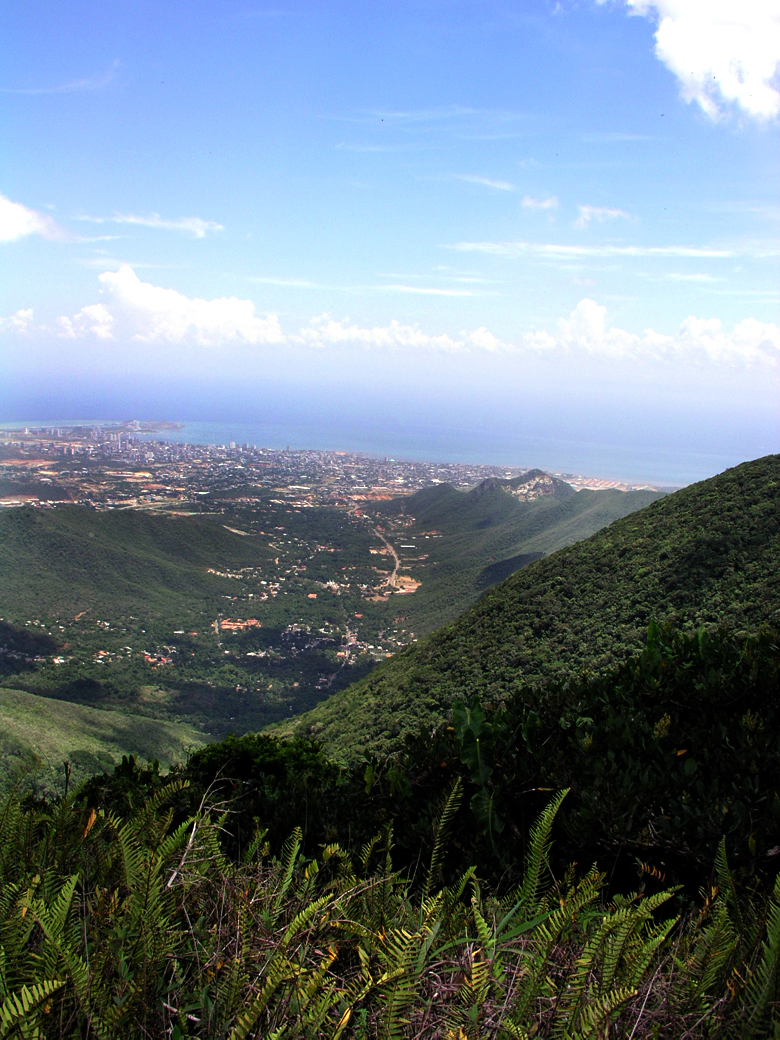
Vista desde la cima del Cerro Copey.

#### Relieve
El relieve se caracteriza por presentar las siguientes unidades morfológicas:
Parte del Macizo Geoestructural «El Copey» pertenece a este municipio, partiendo de El Cerro Piedra de la Virgen, entre el Dátil y El Espinal, hasta el Cerro Palma Real. En este tramo se ubica el Cerro San Juan, el más alto de la Isla, con 960 m.s.n.m; luego, en forma de arco, encontramos el Abismo, Guaitoroco, el Macho hasta el Purulú, dando origen al Valle de San Juan.
Gran parte restante del municipio comprende el paisaje costero, constituido por una planicie litoral de suaves pendientes.

#### Clima

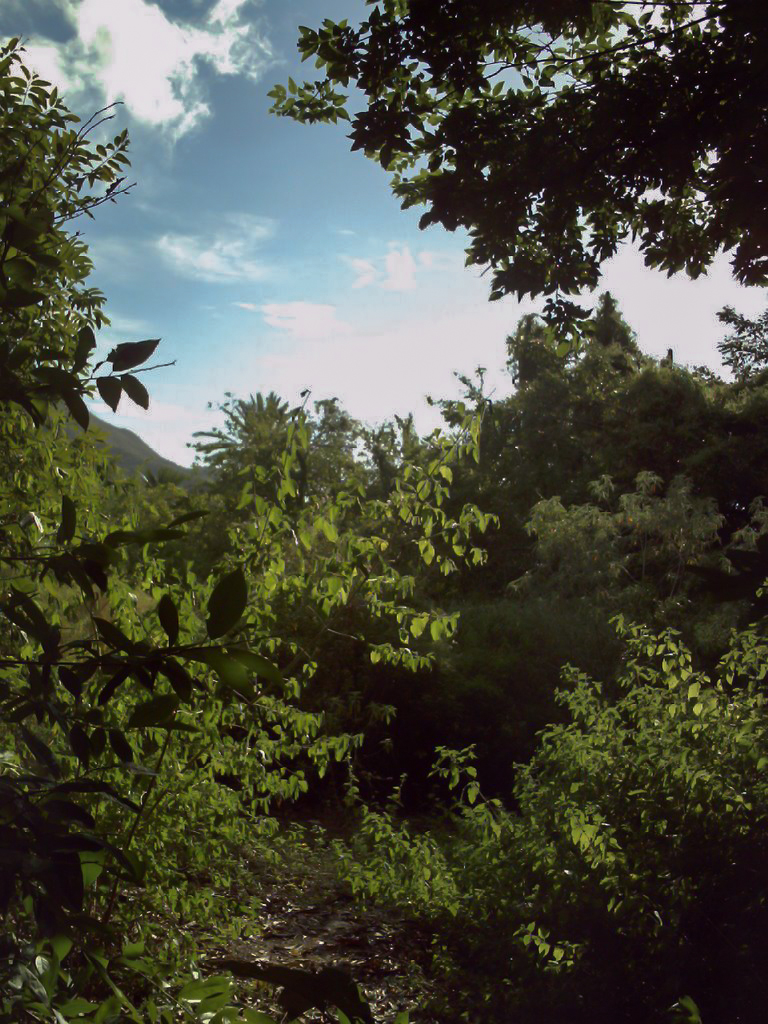
Huerto de Los Fermines en San Juan Bautista.

De acuerdo con la Clasificación climática de Thornthwaite, existen dos tipos de clima, que son el resultado de la relación entre la temperatura media anual y los índices hídricos.
La mayor parte del municipio posee un clima de tipo árido cálido, caracterizado por presentar valores de índice hídrico menores de –40, y presentan una temperatura media anual superior a los 26 °C. Sin embargo, desde San Juan hasta Fuentidueño presentan tipo climático semiárido cálido, con temperaturas medias anuales de 26 °C. Luego, a partir de 350 m s. n. m, presenta el tipo climático templado, con temperaturas menores de 26 °C, y en el Cerro San Juan predomina el tipo semiárido frío, con rangos de temperatura que van desde 18 °C hasta los 22 °C.

#### Vegetación
A las regiones fisiográficas de Venezuela, se le hace una subdivisión básicamente fitogeográfica y ecológica de la vegetación en subregiones, correspondiendo al estado Nueva Esparta dos subregiones:
1. Insular Costera, incluye la vegetación Halófila, Psamófila, y xerófila.
2. Cerro Copey, en cuya cumbre se desarrolla un arbustal Montano.

La mayor parte del municipio presenta una vegetación correspondiente a la subregión Insular Costera del Tipo:
| Tipo de Vegetación | Categoría                                | Especies |
| ------------------ | ---------------------------------------- | --- |
| Herbazales         | Litorales Halófilos                      | vidrio, hierba de vidrio, escoba de conejo                                                                                                   |
| Herbazales         | Litorales Psamófilos                     | yerba de grama, batatilla de Playa |
| Arbustales         | Xerófilos Litorales                      | Cují, Yaque, Cuica, Yabo, Palo Verde, Guatacaro, Gatacare, yaguarey o cordón dato, Guasabara, Guasabano, Tuna Guafabora, Guaiacum officinale |
| Manglares          | Costeros                                 | mangle rojo, mangle negro, mangle rosado, mangle blanco, mangle botoncillo                                                                   |
| Bosques            | Bajos a Medios                           | Puy, Curaro, Handroanthus chrysanthus, Yema de Huevo, Indio Desnudo, Pellejo de Indio, Torco, Cucharo Blanco, Limoncillo                     |
| Bosques            | Ombrófilos Submontanos Sub-siempreverdes | Handroanthus chrysanthus, Chaparro Bobo, Guamo, Palmito, Palmiche, Macanilla                                                                 |
| Arbustales         | Submontanos enanos Siempreverdes         | Copecillo, Manteco Blanco |
| Tierras            | Agropecuarias y Urbanas                  | la vegetación natural ha sido removida o alterada de tal forma que ya no es reconocible como tal                                             |

#### Fauna
En la Isla de Margarita, se pueden encontrar, 42 especies de mamíferos; las aves están representadas por 158 especies pertenecientes a 11 órdenes; de los reptiles se han reportado 36 especies.
Entre las especies que se encuentran en el municipio Díaz se tiene:
- Mamíferos: Conejo margariteño, la ardilla, el venado margariteño, el mapurite, la comadrejita, el cachicamo.
- Aves: Guacharaca, turpial, perdiz, (en especial la subespecie Crypturellus erythropus margaritae), paloma, palomino, guayamate, tórtola, potoco.
- Reptiles: Iguana, tragavenado o macaurel, cascabel, coral, guaripete, lagartija.

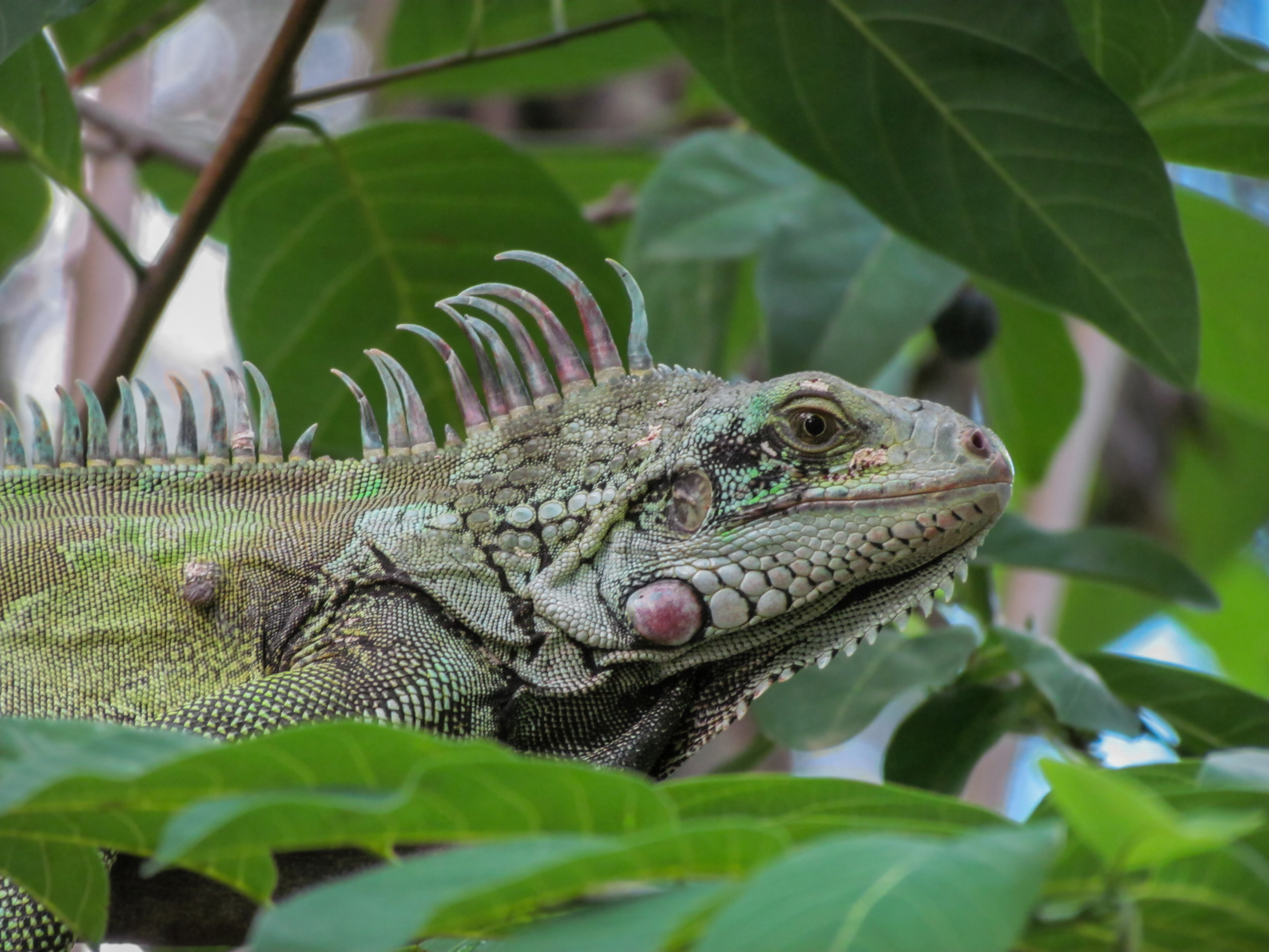
Iguana autóctona del valle de San Juan, es una especie en peligro de extinción en el municipio Díaz.

##### Fauna marina
- Aves marinas: Guanaguanare, alcatraz o pelícano, la cotua, y la Tijereta de mar.
- Otras especies marinas: Chipichipi, guacuco, mejillón, camarón, Pata de Cabra, Jaiba, Papa la Reina, y erizos.
- Peces: La ensenada de la Guardia hasta la Punta Tacuantar, y desde la laguna de las Maritas hasta Playa el Manglillo, presentan una gran variedad de peces.

#### Hidrografía

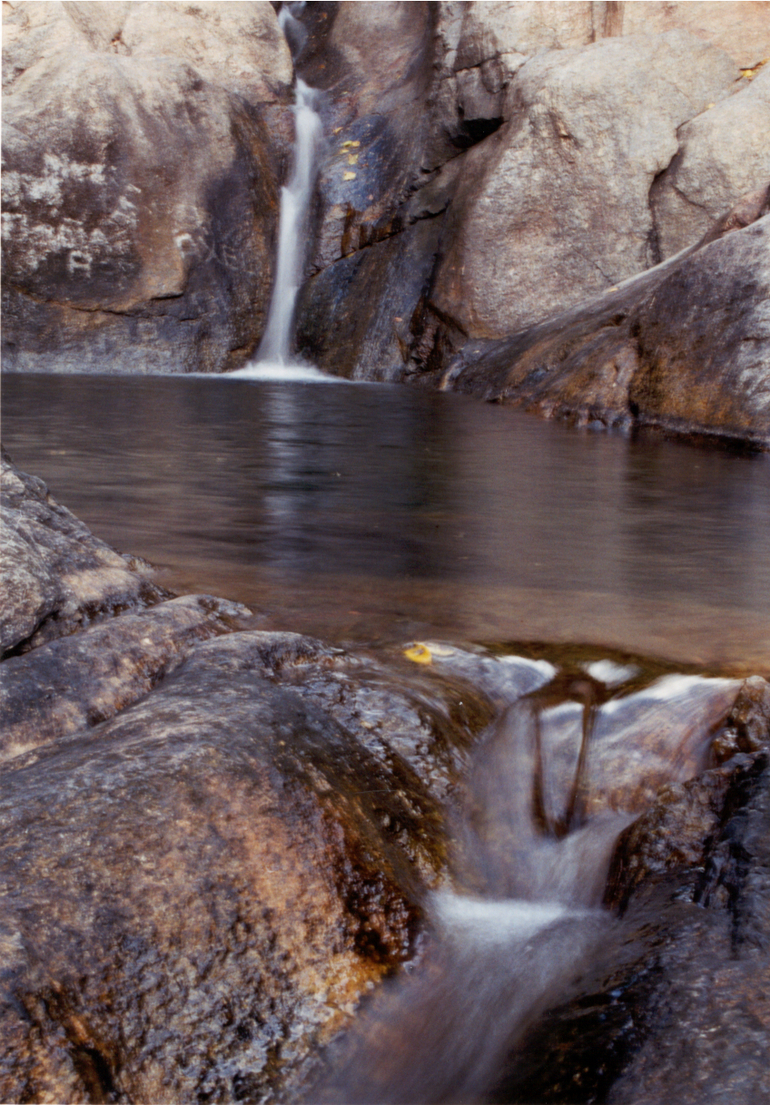
Poza de San Juan, perteneciente al río San Juan.

Las condiciones climáticas hacen muy difícil la presencia de cursos de agua permanentes, la única corriente que permanece activa por lo menos en su cuenca alta, la mayor parte del año, es el río San Juan, que tiene su nacimiento en las partes más elevadas del Cerro Copey, lo que le garantiza un régimen permanente de agua, debido a la frondosa vegetación, que frena la excesiva evaporación y contribuye a la condensación de la humedad atmosférica.
El cauce del Río San Juan permanece seco la mayor parte del año, sigue un rumbo general de noreste a suroeste, hasta llegar a la población de las Barrancas, continua por el Piedemonte de las montañas que bordean a El Espinal y el Dátil para ir a desembocar en la albufera de las Maritas, luego de unos 15 km de recorrido. Debido a la alta insolación e intensa evaporación, el balance hídrico del suelo es deficitario durante casi todo el año y no permite el desarrollo de una agricultura y ganadería intensiva sin auxilio del riego.

#### Playas

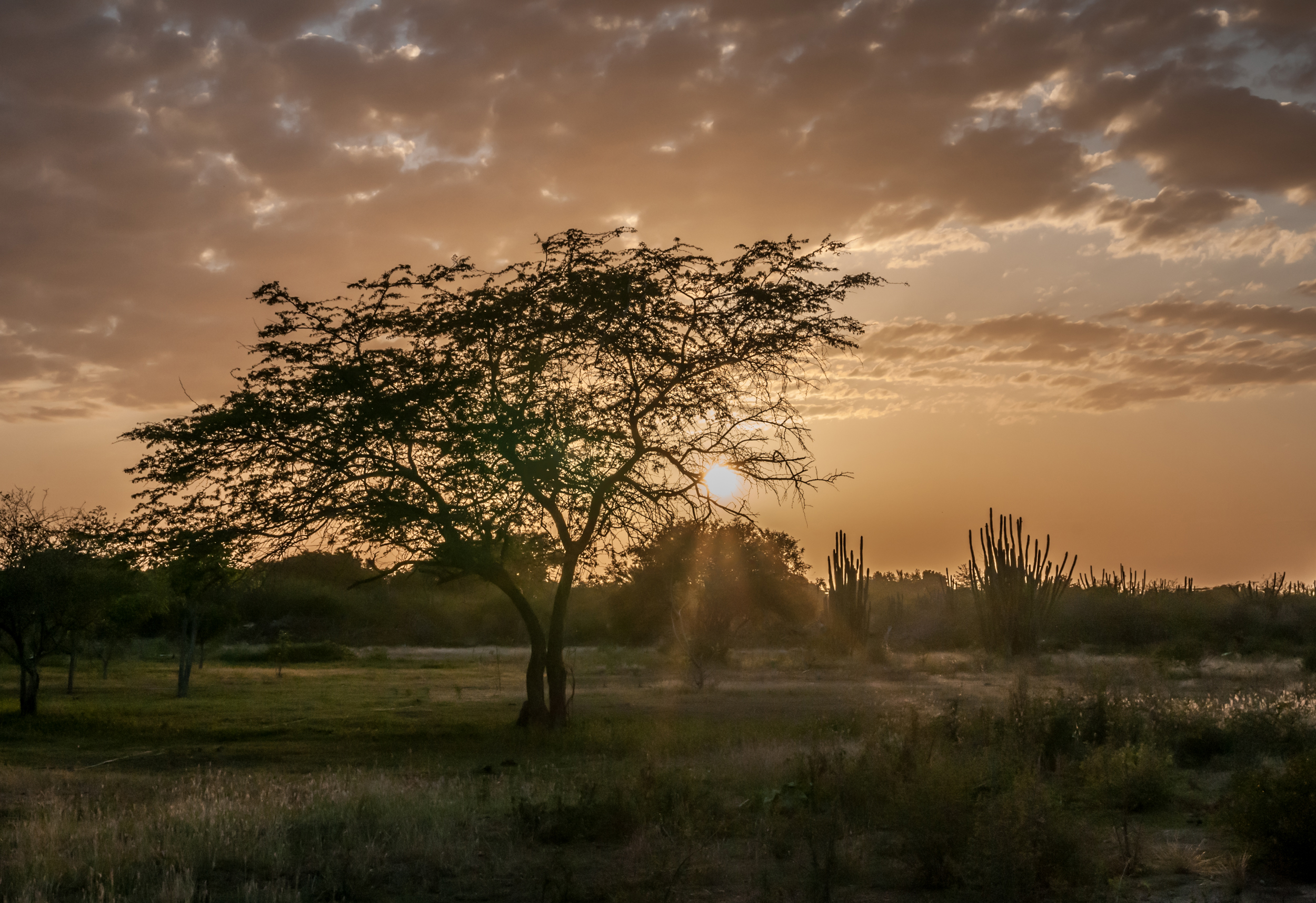
Atardecer en Las Guevaras.

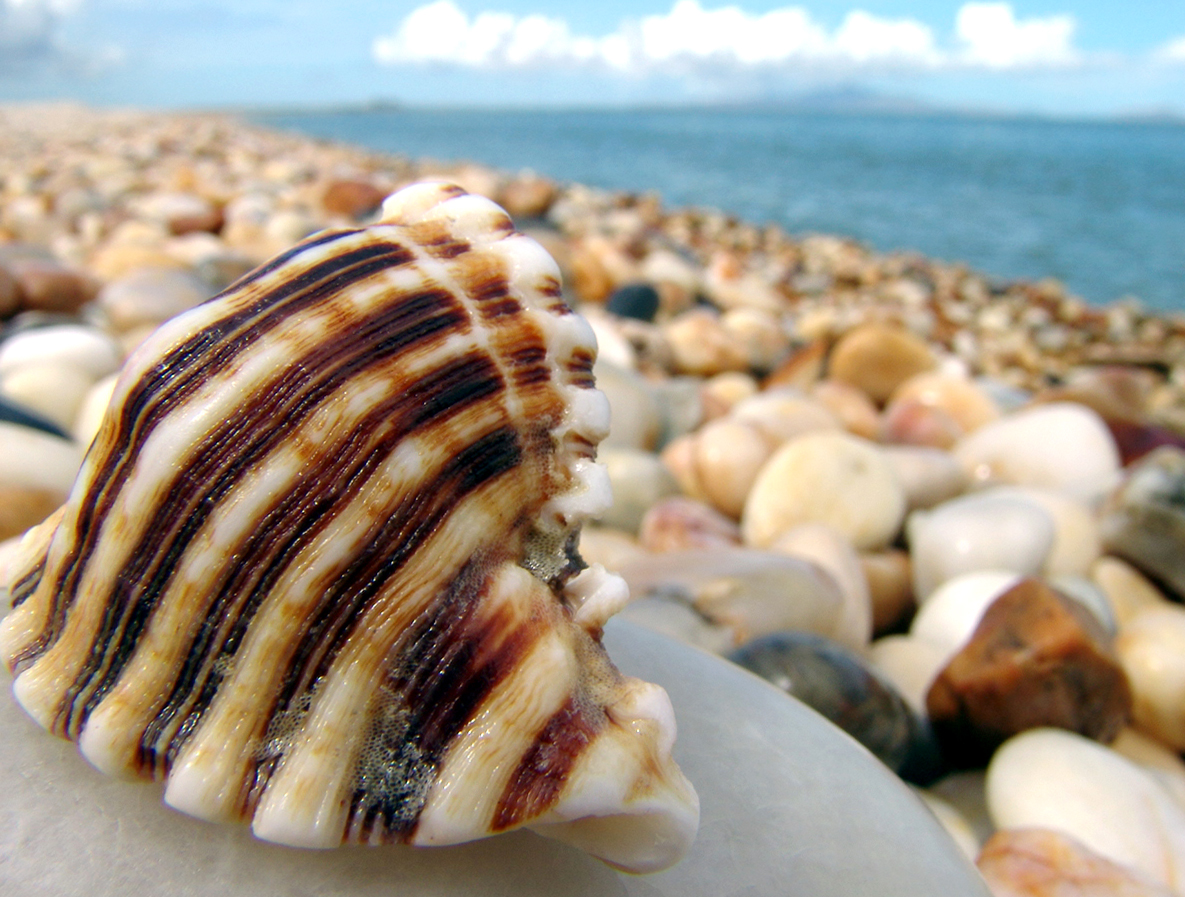
Playa La Guardia, principal zona pesquera de la región.

El municipio Díaz, presenta dos tipos de playas.
Las semioceánicas localizadas en la cornisa norte, están abiertas a los temporales de noroeste; pero en ella se deja sentir, aunque algo atenuado el oleaje se ubican desde Punta Taguantar hasta la ensenada de la Guardia (Playa Pacú, Playa la Guardia) y las semicaribeñas se ubican al sureste de la Isla, están relativamente abiertas al oleaje del Noreste, pero resguardadas de los temporales reinantes del Noreste desde la Boca de Victoria hasta El Manglillo (Playa el Yaque, Boca Playa Victoria, Playa el Manglillo).

## Demografía
Para el año 1757, el Valle de san Juan tenía una población de 589 habitantes, según censo levantado por el gobernador Don Alonso del Río y Castro.
En los Apuntes Estadísticos del Estado Nueva Esparta, formados por orden del Gral. Guzmán Blanco, la población del Departamento San Juan Bautista era de 5831 habitantes en 1873.
Cabe destacar que en el año 1981 se crean los municipios Tubores y Península de Macanao. Desde 1936 hasta nuestros días la población ha variado de la siguiente manera:
| Año        | 1936   | 1941   | 1950   | 1961   | 1971   | 1981   | 1990   | 2000   |
| Habitantes | 19 562 | 16 821 | 18 473 | 21 518 | 27 985 | 16 191 | 26 352 | 47 257 |

## Infraestructura

### Salud

Mapa de
ambulatorios del municipio.

En este Municipio existen nueve establecimientos dispensadores de salud: siete Ambulatorios Tipo I y dos Ambulatorios Tipo II. También se ubica el Hospital Tipo I El Espinal o Clínica Popular El Espinal (este recinto al principio fue un ambulatorio dependiente del IVSS y durante muchos años estuvo abandonado hasta su recuperación en el año 2003).

## Economía
Las actividades económicas que se desarrollan en un espacio concreto pueden ser clasificadas siguiendo un enfoque sectorial: primario, secundario y terciario.
Siguiendo este patrón, en el municipio Díaz estas actividades se manifiestan de la siguiente manera:
Sector primario: A este sector corresponden las actividades extractivas a partir de la base de recursos naturales existentes en el territorio, en este sentido se clasifican en subsectores.
Subsector agrícola vegetal: representado por el tipo de subsistencia y semicomercialización: tomate, ají, pimentón, higo, dátiles, melón, yuca, níspero, mango.
Subsector agrícola animal: la cría de chivos, cochinos, gallinas y pollos.
Subsector pesquero: la pesca representa una actividad muy importante en este municipio, sobre todo en la Guardia, el Yaque y el Manglillo, además de la extracción de mariscos y moluscos.
Sector secundario: es la transformación de la materia prima en forma de productos. En este municipio está representado por los artesanos, que desde tiempos inmemorables se han dedicado a la confección de productos elaborados con la palma del datilero (sombreros, pavas, bolsos, carteras), la confección de alpargatas, la orfebrería, la dulcería (piñonate, dulces de lechosa, mango, dátiles) y la elaboración de conservas.
Sector terciario: incluye las actividades comerciales y de servicio. Este sector agrupa la mayor parte de las personas, ya que proporciona un gran número de empleos formales e informales, tanto en el municipio como en otros centros de la isla de Margarita, sobre todo en La Asunción y Porlamar.
| Municipio Díaz - Actividades | Municipio Díaz - Actividades                                                                                                  |
| Sector                       | Descripción |
| ---------------------------- | --- |
| Sector primario              | Subsector agrícola vegetal: Tomate, ají, pimentón, higo, dátiles, melón, yuca, níspero, mango.                                |
| Sector primario              | Subsector agrícola animal: La cría de chivos, cochinos, gallinas y pollos.                                                    |
| Sector primario              | Subsector pesquero: La pesca en la Guardia, el Yaque y el Manglillo, y la extracción de mariscos y moluscos.                  |
| Sector secundario            | Artesanías con palma del Datilero, confección de alpargatas, orfebrería, dulcería y conservas.                                |
| Sector terciario             | Actividades comerciales y de servicio, empleos formales e informales en el municipio y otros centros de la isla de Margarita. |

El municipio cuenta con una entidad bancaria; el agua, como en toda la Isla, es suministrada por la empresa Hidrocaribe; la electricidad es servida por la empresa CORPOELEC, la telefonía fija por CANTV y Movistar, el transporte terrestre está cubierto por autos particulares y líneas debidamente registradas que cubren las rutas: San Juan–Porlamar–San Juan, San Juan–Juangriego– San Juan, La Guardia–Porlamar– La Guardia, La Guardia–Juangriego–La Guardia; además en este municipio se encuentra ubicado el Aeropuerto Internacional del Caribe Gral. En Jefe Santiago Mariño, y una estación de bomberos situada en el centro cívico de San Juan Bautista.

## Educación

Mapa de escuelas del municipio.

El Municipio Díaz cuenta con 26 centros de enseñanza del Nivel Inicial (Preescolar), 17 Escuelas Básicas de I y II Etapas (1º a 6º grados), 1 Escuela Básica Completa I, II y III Etapas (1º al 9º grado) y 4 Unidades Educativas desde 7º grado hasta Media, Diversificada y Profesional, entre estas una dedicada a la enseñanza del agro.

## Deporte
El Municipio posee siete estadios: El Primitivo Velásquez, ubicado en El Espinal (posee alumbrado). El  Argenis Gómez, ubicado en Carapacho. El Felmy Valdivieso en La Guardia, El de Los Bagres, Las Guevaras, Boquerón y Caicara.
Todos los pueblos del Municipio tienen por lo menos una Cancha de usos Múltiples, para la práctica del baloncesto, el voleibol y el futbolito, para un total de 30.
En la población de las Guevaras está ubicada la única manga de Coleo del Estado Nueva Esparta.
El Dátil, El Tuey, La Fuentecilla y Cerromar cuentan con Campos Abiertos para la práctica deportiva.
En las Barrancas está ubicada la Pista de Atletismo Simón Bolívar

## Cultura

### Artesanía cogollera

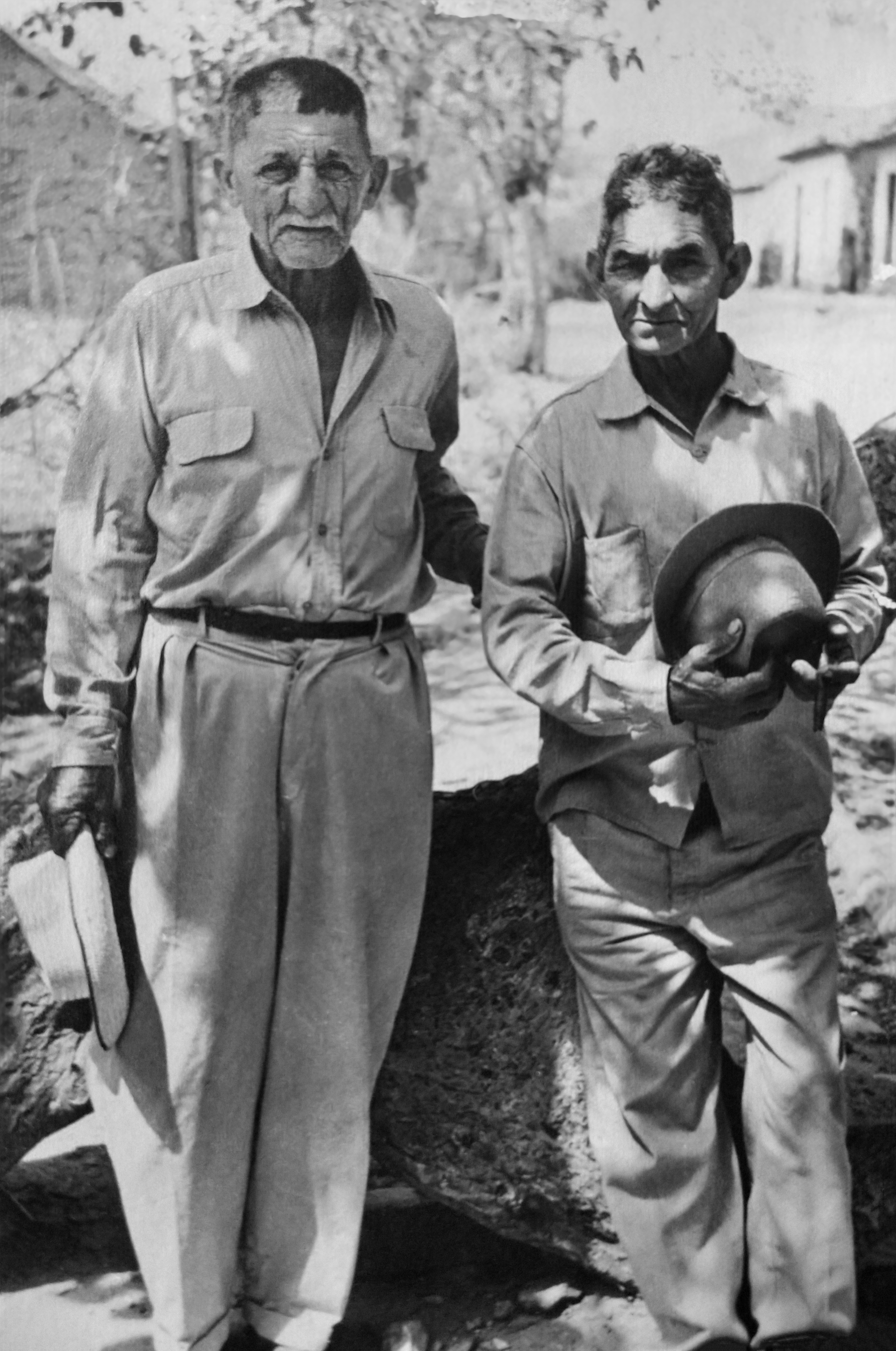
Campesinos de San Juan Bautista, durante los años 60s

Desde tiempos remotos, hombres, mujeres y niños han trabajado el cogollo del Datilero, árbol cuyo nombre científico es Phoenix dactylifera, que se da en casi todo el Municipio Díaz. De la planta de dátil macho (la que no da frutos), se extrae nada más que el cogollo y de la hembra, frutos y cogollo. El datilero macho produce igual cantidad de cogollo que la hembra, pero tiene la característica que se saca en cualquier época, por lo menos cada tres meses, en cambio la hembra le es sacado el cogollo en la misma operación donde se le extraen los frutos., entre los meses de agosto y septiembre.
Los sacadores, suben por el tronco del datilero hasta su penacho de hojas, donde cortan y obtienen los cogollos u hojas tiernas, desde la altura los dejan caer y una vez desparramados por el suelo, el trabajo realizado en diferentes matas, son apilados en bojotes iguales, estos son vendidos a las tejedoras.
Las tejedoras abren el cogollo, hoja por hoja y durante varios días es expuesto al sol para que se seque, teniendo cuidado de recogerlo por las tardes, para que no se serene. Luego de haberse secado se espencan, es decir, se deshojan para luego cortarlas en finas hebras llamadas gajos, los cuales son mojados o ruseados para ser envueltos en hojas de celedonia una vez constituido el mazo, para que el cogollo se ponga suave y comenzar la elaboración de la crineja.
Las crinejas tienen diferentes formas y grosor, dependiendo en ambos casos de la manera de cruzar los gajos y del número de estos, siempre impar. Hay crinejas de siete, de once, de quince, de diecinueve gajos y de allí también depende su valor, el cual es medido por brazas o brazadas. La elaboración de la crineja, constituye un arte, las manos de las tejedoras se mueven con rapidez, los dedos se entremezclan. A medida que se adelanta el tejido uniforme de la crineja, esta se va enrollando y se va formando la rueda, la cual es sostenida debajo del brazo. Luego esta crineja será llevada a las máquinas de coser donde se convertirá en sombreros, pavas, bolsos y carteras.

#### Sombrero de Cogollo

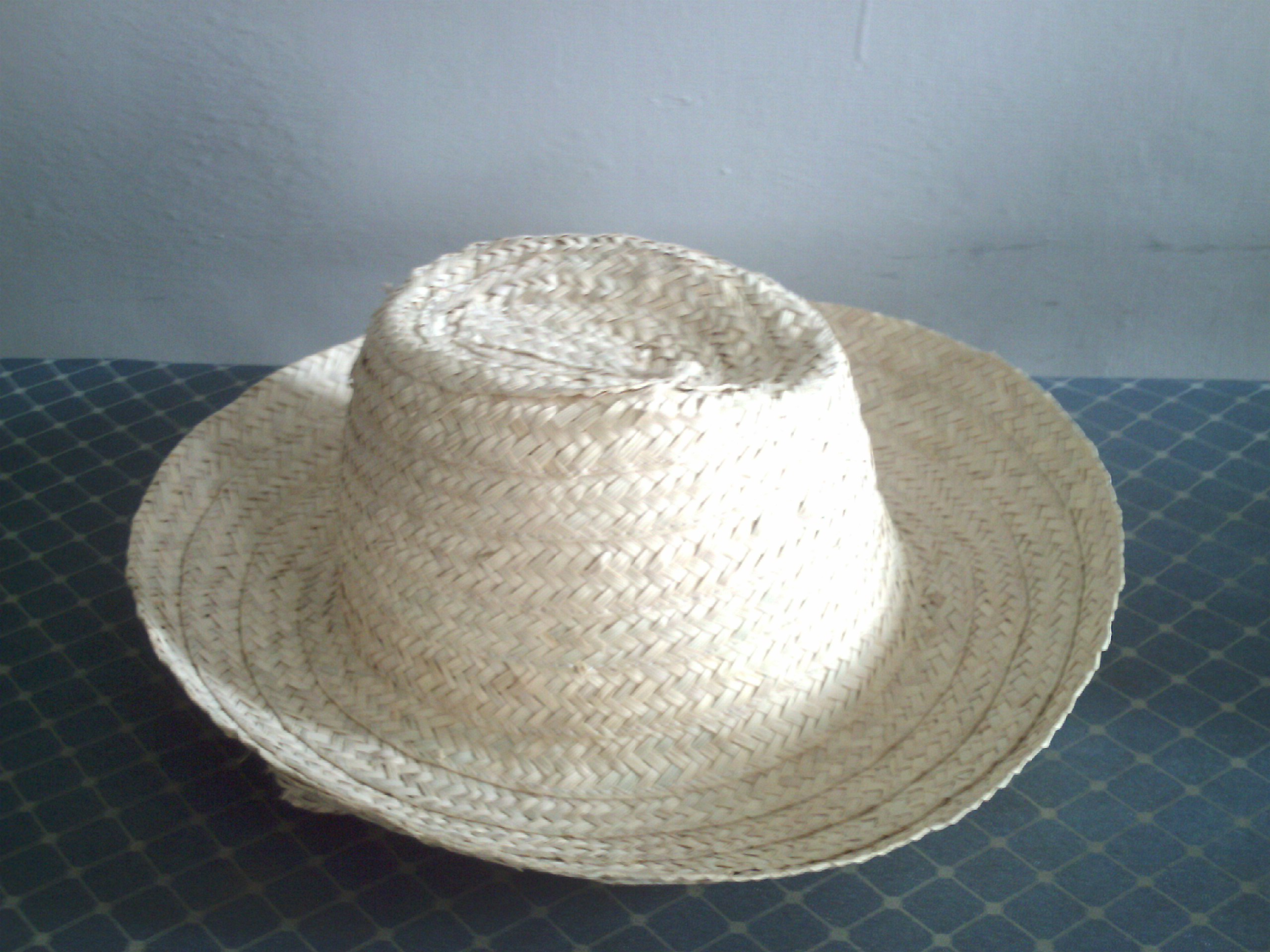
Sombrero de cogollo fabricado por artesanos del lugar.

En el valle de San Juan se realizan diversas artesanías utilizando la palma de dátil, entre ellas la más popular son los sombreros de cogollo. Las labores son compartidas, los hombres trepan descalzos los troncos de las datileras, y provistos de un cuchillo retiran las espinas que se hallan en el comienzo las hojas para abrirse paso hasta llegar al copo e ir cortando una a una las hojas tiernas o cogollos usadas para esta artesanía. Esta actividad es realizada de tres a cuatro veces cada año para extraer de 2 y 12 cogollos por palma datilera según el estado en que se encuentre.
El siguiente paso de la fabricación del sombrero artesanal comienza trasladando los cogollos a las casas de familia, transportados en el lomo de un burro o a hombros de hombres, posteriormente allí se comienza a abrir las hojas, es decir, poner las pencas datileras a llevar sol durante 4 días.
Más adelante a las pencas se les va retirando del nervio o la vena principal y se procede a rajarlas con un cuchillo pequeño con el objetivo de obtener los gajos de 3 o 4 mm de espesor e ir formando los mazos que envuelven en hojas frescas especialmente las llamadas de algodón de seda para mantenerlas suaves y lograr tejer las crinejas que conformaran los sombreros, estas se tejen de 8 a 10 gajos.
Las mujeres por su parte, se encargan de la labor de tejer y lo realizan generalmente en pie caminando o sentadas, sin necesidad de tener que paralizar la labor mientras conversan y llevando el rollo envuelto en hojas bajo la axila, de y de allí van extrayendo uno a uno los gajos requeridos, humedeciendo con la lengua las puntas de los dedos para facilitar el tejido.
Finalmente, la última fase de elaboración del sombrero, comienza "despicando" la "crineja" actividad que encierra una parte romántica en la cultura sanjuanera pues es el momento usado también que el hombre pretendiente se acerque a la pretendida para colaborar con ella en su trabajo y de esa forma "manifestársele" como se decía antiguamente cortejar en San Juan.
Al comenzar el proceso de costura se doblan la punta de la crineja en un triángulo pequeño y se coloca sobre un papel y para introducirlo a la máquina de coser, a este proceso se le denomina "enchapar" y de allí siguen uniendo la crineja por las orillas en forma espiral ajustándolo ligeramente de modo que se vaya moldeando la copa, sin necesidad de horma alguna ni nada que se le parezca. A la octava o novena vuelta viran la pieza para coser el ala con cuidado

### Industria alpargatera

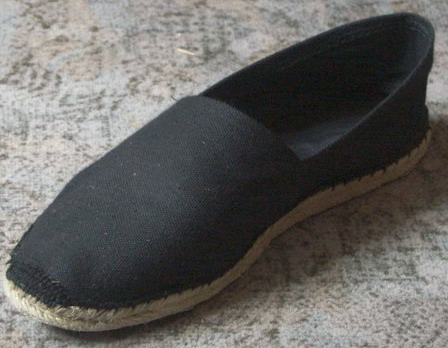
Tabaquera.

Dentro del género de la artesanía, en el municipio Antonio Díaz, la alpargata, calzado de origen hispano-árabe, presenta la variante de la suela de caucho. Durante varios años, sobre todo en las décadas de los 50, 60 y 70, llegó a convertirse en una próspera industria, donde grandes empresarios de la alpargata, llegaron a tener bajo sus órdenes en las llamadas alpargaterías a más de 100 personas en forma directa y una gran cantidad en forma indirecta; y se producía la que se utilizada en el estado y era llevada a otros de Venezuela.
La alpargata consta fundamentalmente de cuatro partes: la suela, el corte o capellada, el talón y las tirillas; la primera parte es extraída del caucho utilizado por los vehículos automotores; las restantes son elaboradas con hilo; el corte o capellada y el talón son elaborados en máquinas de tejer, especialmente diseñadas para este fin; y las tirillas son elaboradas manualmente.
El proceso para obtener la suela comienza por seleccionar el caucho, el cual debe reunir algunas condiciones, este se divide en dos partes, al cortarse exactamente por el medio, de allí se sacan las tiras, que pueden ser de lona o goma, dependiendo del espesor y la utilidad; sobre estas tiras, utilizando plantillas ya preelaboradas de diferentes números (desde el N.º 1 la más grande hasta 12 o 13 las más pequeñas), se marcan sobre estas para luego ser recortadas; después de recortadas, son trazadas con unos cuchillos muy especiales (trazadores) con lo cual se indica donde se harán los huecos, esta tarea le corresponde al especialista en utilizar el pasador, cuchillo utilizado para tal fin.
Después de preparada la suela, sigue la proceso de pegado, el cual consiste en adherir a la suela el corte y el talón con hilo el cual se le agrega cera de abeja, para hacerlo más resistente, finalizado esto se procede a unir el talón y el corte con las tirillas.
A pesar de que este arte se ha mantenido, ya no funciona como único medio de sustento de los artesanos y sus familias, hoy es más un objeto decorativo que de utilidad.

### El piñonate
En Fuentidueño, pueblo del Municipio Díaz, ubicado al pie del cerro copey, en el valle de San Juan, se elabora el piñonate: dulce hecho de lechosa verde y papelón.

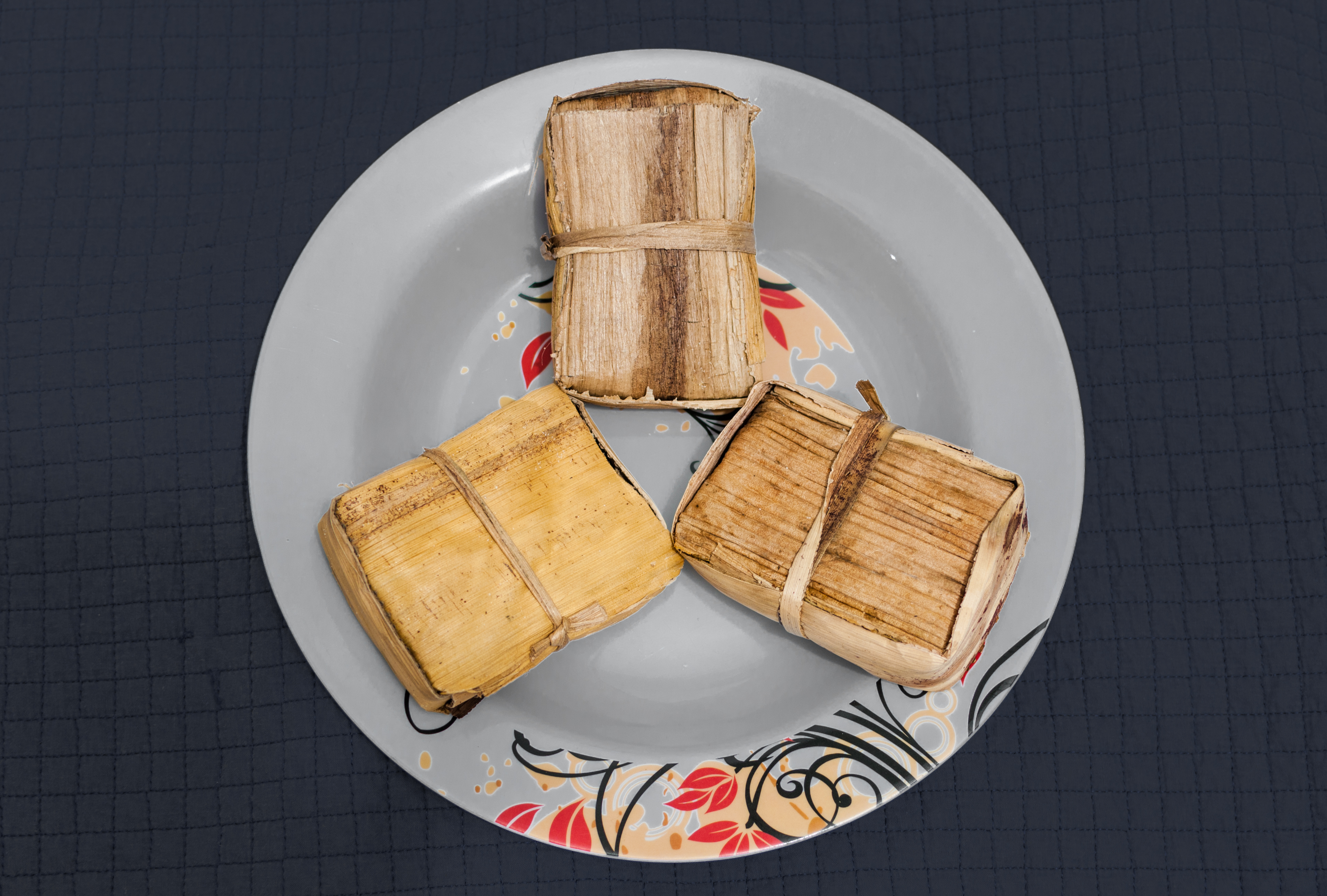
Piñonate de la Parroquia San Juan Bautista (Venezuela).

En su preparación se usan lechosas verdes de variados tamaños, las cuales se rallan con semilla, en un recipiente llamado canoa, con ralladores de hojalata. La porción de lechosa rallada recibe el nombre de corcha, que se deposita en la fondada que es una paila, semejante a un caldero al que previamente se le ha agregado el azúcar y el papelón, y colocado sobre un horno, para hacer el melao con una determinada cantidad de agua.
La mezcla de lechosa rallada y el melao, al fuego se van batiendo con grandes paletas, por espacio de tres o cuatro horas, sin dejar de batir, porque se corre el riesgo que el melao se queme y se ponga amargo. Al estar a punto se saca del fuego sin dejar de batir, esto se prolonga por lo menos unas dos horas más. Cuando lo consideran prudente, vacían la mezcla sobre una mesa y la esparcen, de manera tal que se mantenga el mismo espesor, cuando se endurece se corta en trozos de igual tamaño que se envuelven en cachipos, (hojas de plátano secas) y así quedan listos para su consumo.

### Orfebrería
La orfebrería de Margarita tiene su origen en San Juan Bautista, capital del Municipio Díaz. Se cree que desde mediados de la Colonia se viene realizando este oficio. Los orfebres sanjuaneros han realizado obras de arte, hechas en oro o plata. Son artífices para trabajar los metales nobles y complementan sus creaciones con perlas margariteñas. En la actualidad son muy pocos los que se dedican a esta tarea, sobresaliendo el señor Jesús Velásquez, quien a pesar de su edad sigue trabajando en su taller.

### Fiestas patronales
San Juan Bautista, es el santo patrón del Municipio, su fiesta se celebra el 24 de junio de cada año, en la ciudad de su mismo nombre.
Otras fiestas patronales son:
| Fecha                       | Evento                      | Sector del Municipio     |
| --------------------------- | --------------------------- | ------------------------ |
| 13 de mayo                  | Virgen de Fátima            | Los Bagres               |
| 15 de mayo                  | San Isidro Labrador         | Fuentidueño              |
| 24 de mayo                  | María Auxiliadora           | La Guardia               |
| 13 de junio                 | San Antonio de Padua        | El Tuey                  |
| 16 de julio                 | Virgen del Carmen           | El Palotal de La Guardia |
| 31 de julio                 | San Ignacio de Loyola       | El Espinal               |
| 30 de agosto                | Santa Rosa de Lima          | El Espinal               |
| 29 de septiembre            | San Miguel Arcángel         | Las Guevaras             |
| 3 de octubre                | Santa Teresita              | Carapacho                |
| Último domingo de diciembre | Sagrada Familia de Nazareth | Las Barrancas            |

## Política y gobierno

### Alcaldes
| Periodo   | Alcalde            | Partido político / Alianza | % de votos | Notas |
| --------- | ------------------ | -------------------------- | ---------- | --- |
| 1989-1992 | Luis Villarroel    | COPEI                      | 54,07      | Primer alcalde bajo elecciones directas |
| 1992-1995 | Luis Villarroel    | COPEI                      | 56,46      | Reelecto |
| 1995-2000 | Beltrán Velásquez  | COPEI                      | -          | Segundo alcalde bajo elecciones directas (se realizaron elecciones generales adelantadas en el 2000 debido a la aprobación de la Constitución de 1999) |
| 2000-2004 | Arístides Bermúdez | MRA                        | 32,82      | Tercer alcalde bajo elecciones directas |
| 2004-2008 | Marisel Velasquez  | MVR                        | 47,13      | Cuarta alcalde bajo elecciones directas |
| 2008-2013 | Marisel Velasquez  | PSUV                       | 52,99      | Reelecta (Se postergan 1 año las elecciones municipales pautadas para finales del 2012)                                                                |
| 2013-2017 | Marisel Velasquez  | PSUV                       | 53,60      | Reelecta |
| 2017-2021 | Marisel Velasquez  | PSUV                       | 77,70      | Reelecta |
| 2021-2025 | Marisel Velasquez  | PSUV                       | 45,36      | Reelecta |
| 2025      | Gilmary Sánchez    | PSUV                       | -          | Alcaldesa interina, tras la asunción de Marisel Velásquez a la gobernación del estado                                                                  |

### Concejo municipal
Período 2021-2025
| Concejales            | Partido político / Alianza |
| --------------------- | -------------------------- |
| Melida Salasar        | PSUV                       |
| Gilmary Sánchez       | PSUV                       |
| Nicolás Hernández     | PSUV                       |
| Ramon Yllarramendy    | PSUV                       |
| Dioseidy Diaz         | PSUV                       |
| Amilkar Rojas         | PSUV                       |
| José Gregorio Requena | AD                         |